# Jovan Milošević
Jovan Milošević (cirílico serbio: Јован Милошевић; Čačak, Serbia, 31 de julio de 2005) es un futbolista serbio que juega como delantero en el F. K. Partizan de la Superliga de Serbia, cedido por el VfB Stuttgart.

## Trayectoria
El 10 de julio de 2022 hizo su debut en el primer equipo con el F. K. Vojvodina, sustituyendo a Nebojša Bastajić en el minuto 65 en una victoria en casa por 1:0 contra el F. K. Napredak Kruševac.
El 25 de enero de 2023 se anunció oficialmente que se uniría al VfB Stuttgart desde el comienzo de la temporada 2023-24, firmando un contrato hasta junio de 2027 con el club alemán.

## Selección nacional
Con cinco goles fue el máximo goleador del Campeonato Europeo Sub-17 de la UEFA 2022 en el que Serbia alcanzó las semifinales, donde perdió ante los Países Bajos en los penaltis. Marcó un gol en cada partido que jugó.

## Estadísticas

### Clubes
Actualizado al último partido disputado el 27 de enero de 2024.
| Club                     | Div.          | Temporada     | Liga  | Liga  | Liga   | Copas nacionales | Copas nacionales | Copas nacionales | Copas internacionales | Copas internacionales | Copas internacionales | Total | Total | Total  |
| Club                     | Div.          | Temporada     | Part. | Goles | Asist. | Part.            | Goles            | Asist.           | Part.                 | Goles                 | Asist.                | Part. | Goles | Asist. |
| ------------------------ | ------------- | ------------- | ----- | ----- | ------ | ---------------- | ---------------- | ---------------- | --------------------- | --------------------- | --------------------- | ----- | ----- | ------ |
| F. K. Vojvodina Serbia   | 1.ª           | 2022-23       | 18    | 4     | 0      | 2                | 0                | 0                | ―                     | ―                     | ―                     | 20    | 4     | 0      |
| F. K. Vojvodina Serbia   | Total club    | Total club    | 18    | 4     | 0      | 2                | 0                | 0                | 0                     | 0                     | 0                     | 20    | 4     | 0      |
| VfB Stuttgart · Alemania | 1.ª           | 2023-24       | 5     | 0     | 0      | 1                | 0                | 0                | ―                     | ―                     | ―                     | 6     | 0     | 0      |
| VfB Stuttgart · Alemania | Total club    | Total club    | 5     | 0     | 0      | 1                | 0                | 0                | 0                     | 0                     | 0                     | 6     | 0     | 0      |
| Total carrera            | Total carrera | Total carrera | 23    | 4     | 0      | 3                | 0                | 0                | 0                     | 0                     | 0                     | 26    | 4     | 0      |